# Koroibos (Mythologie)
Koroibos (altgriechisch Κόροιβος Kóroibos) ist in der griechischen Mythologie ein Sohn des Mygdon von Phrygien, der ein Verbündeter Trojas war.
Er kam während des Trojanischen Krieges nach Troja, um Kassandra, die Tochter des Priamos, zu werben. Als er während der Plünderung Trojas versuchte, Kassandra vor Ajax dem Lokrer, der sie im Tempel der Athene vergewaltigte, zu beschützen, wurde er von Diomedes getötet.